# Meré (Asturias)
Meré es una parroquia asturiana del concejo de Llanes, en el norte de España y un lugar de dicha parroquia. Tiene una población de 108 habitantes según el INE de 2021, repartidos en una superficie de 5,77 km². Limita al norte con la parroquia de La Malatería, al sur con la de Puertas en el concejo de Cabrales y La Robellada en el de Onís; al este con Ardisana y por último al oeste con Caldueño.

## Localización y población
El lugar de Meré se encuentra situado a 120 metros sobre el nivel del mar, estando situado en el valle del río Las Cabras y siendo atravesado por la carretera regional AS-115, dista 21 km de la capital del concejo, Llanes. El pueblo tenía una población de 166 habitantes (INE en el año 2000), que han pasado a ser 129 en 2016 y 108 en 2021.

## Poblaciones
La parroquia cuenta solamente con un lugar habitado, el pueblo de Meré, dividido en tres barrios: Meré, El Cuetu y L'Agüera. En el pasado también se habitaba otro lugar, Ilcéu, un pueblo situado en una braña a 370 metros sobre el nivel del mar, usado principalmente en verano durante la época de siega.

## Edificios singulares
Los edificios más singulares de la parroquia son la capilla de Santa Eugenia y la casona de la familia Toriello (palacio de Meré).

## Fiestas
A Santa Eugenia está dedicada la fiesta que se celebra el 31 de enero. El día 2 de julio se celebra la fiesta de La Sacramental y el 31 de octubre la fiesta de Nuestra Señora del Rosario.

## Demografía
Según los últimos datos recogidos del año 2022, Meré cuenta con una población de 103 habitantes (49 hombres y 54 mujeres).
A continuación, se muestra la evolución demográfica desde el año 1887:  
| Gráfica de evolución demográfica de Meré entre 1887 y 2022                               |
|                                                                                          |
| Fuente: Instituto Nacional de Estadística de España - Elaboración gráfica por Wikipedia. |